# Дятловый попугайчик Меека
Дятловый попугайчик Меека (лат. Micropsitta meeki) — птица семейства попугаевых. Видовое название дано в честь английского натуралиста Алберта Стьюарта Мика (1871—1943).

## Внешний вид
Длина тела 10 см. Общая окраска оперения зелёная. Лоб, темя, уздечка, щёки и кроющие перья уха серовато-коричневые. Затылок, грудь, живот и подхвостье жёлтые с коричневатым оттенком. Кроющие крыла чёрные с широкой зелёной каймой. Клюв цвета рога. Окологлазное кольцо серое. Радужка светло-коричневая. Ноги телесного цвета.

## Распространение
Эндемик Папуа-Новой Гвинеи, где обитает на северных островах архипелага Бисмарка.

## Классификация
Вид включает в себя 2 подвида:
- Micropsitta meeki meeki Rothschild & Hartert, 1914
- Micropsitta meeki proxima Rothschild & Hartert, 1924